# Hussard
Pour les articles homonymes, voir Hussard (homonymie).

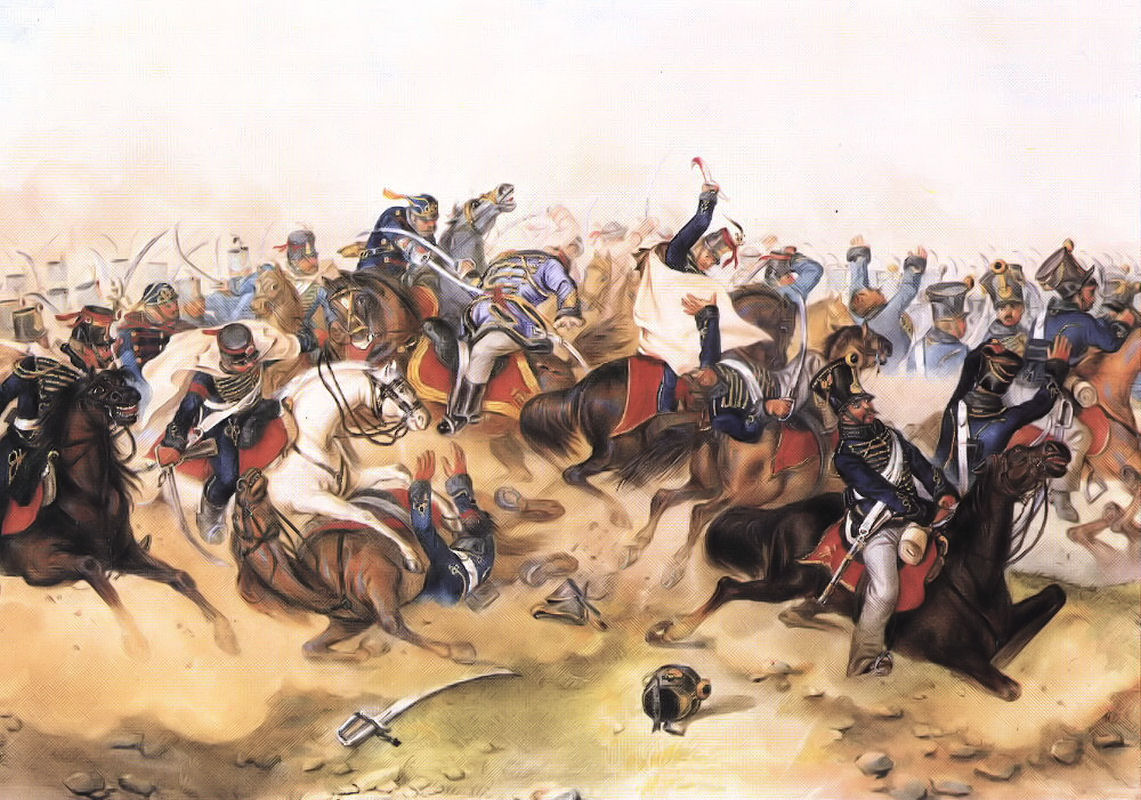
Charge des hussards de la Honvéd aux armes de la Hongrie lors de la guerre d'indépendance en 1849, un tableau de Mór Than.

Le hussard est un militaire appartenant à la cavalerie légère. Les hussards furent avant tout employés pour la reconnaissance et les raids pour approvisionner l'armée en marche. Au combat, leur fonction était également de harceler l'ennemi, de s'emparer des batteries d'artillerie ou de pourchasser les troupes en débâcle.
Avec le temps, ils devinrent une troupe d'élite à l'uniforme coloré. Leur armement laissa de côté la lance pour la carabine légère et les pistolets ; le sabre fut conservé et acquit même le statut d'élément caractéristique du hussard descendu de cheval. Il pend en effet très bas derrière les jambes, et les courroies qui le retiennent supportent aussi la sabretache, une pochette plate ornée de l'emblème du régiment.
Plus tard les hussards ont été reconvertis en unités d'honneur ou en unités cuirassées. Aujourd'hui les armées française, britannique, canadienne et néerlandaise conservent des unités dites « de hussards » dans leurs forces blindées.

## Étymologie

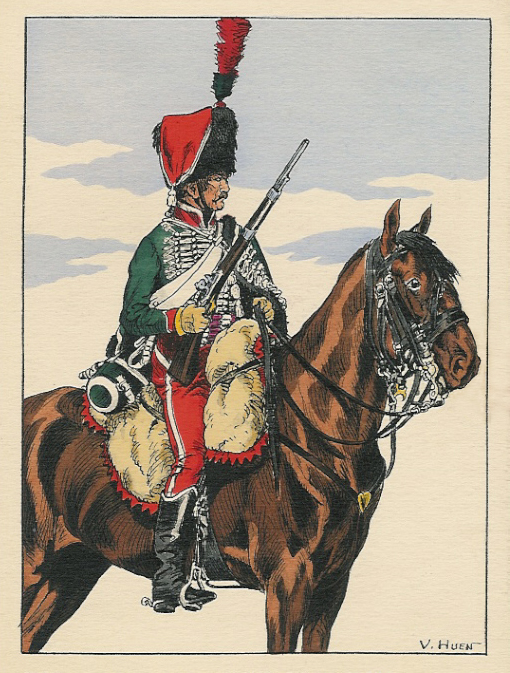
Illustration du 8e régiment de hussards français en 1804.

Le terme « hussard » est un emprunt au hongrois :  huszár qui signifie « vingtième ». À l'origine corps de cavalerie légère créé au XVe siècle par le roi Matthias Corvin pour combattre l'armée ottomane, les hussards tireraient leur nom des mots hongrois húsz (prononcer « houss ») signifiant « vingt » et ár (prononcer « are ») qui signifie « paye ». En effet, dans le royaume de Hongrie, dès le Moyen Âge, chaque village devait fournir au souverain des cavaliers montés équipés et armés au nombre d'un homme pour vingt manses. D'où le nom de « houzard » devenu par la suite « hussard ».
Selon une autre théorie, le terme découle du latin : cursor (courseur, courreur, messager), comme pour le mot « corsaire » [réf. nécessaire].

## Histoire des hussards

### Origines
Après leur défaite à la bataille de Nicopolis en 1396, les forces armées hongroises ont été renforcées par des cavaliers du despotat de Serbie. Utilisés par le voïvode Nikola Skobaljić lorsque les Turcs attaquèrent la ville de Leskovac en 1454, les Serbes, se livrant à des actions de guérilla traditionnelle similaire à la cavalerie du voïvode Vlad Țepeș, constituaient une résistance tenace aux envahisseurs ; mais en fin de compte sans résultats. Les premiers hussards furent levés par le roi Matthias Corvin vers l'an 1481 lors de la guerre hongro-ottomane où ils affrontèrent avec succès les sipahis turcs. À ce temps, les cavaliers sont équipés de casques à queue de homard et de boucliers recouverts de tôle de fer, ainsi que de sabres, masses d'armes, lances de cavalerie et estocs.
Pendant la guerre de Trente Ans, la cavalerie croate a combattu aux côtés des troupes impériales de la monarchie de Habsbourg. Les Autrichiens faisaient également appel aux hussards hongrois. Les Britanniques employèrent des hussards venant de Hesse lors de la guerre d'indépendance des États-Unis.

### Époque moderne

#### Belgique
Les Hussards de Tongerlo pendant la révolution brabançonne sont déployés contre l'empereur Joseph II de Habsbourg.

#### France
Dans l'armée française, les hussards apparaissent en 1637 lors de la guerre de Trente Ans. Ils forment une arme distincte dans la cavalerie en 1776. Servant d'éclaireurs, chargés de harceler l'adversaire, les hussards firent toujours preuve d'un courage exceptionnel et écrivirent les plus étonnantes pages de l'histoire des guerres révolutionnaires et impériales, capturant en 1795 la flotte hollandaise prise dans les glaces au Texel, faisant capituler la forteresse de Stettin et participant à toutes les grandes charges.

#### États allemands
À l'arrivée au trône du roi Frédéric II de Prusse, deux régiments de hussards polonais faisaient partie de l'Armée prussienne, déployés par son père le « Roi-Sergent » Frédéric-Guillaume Ier à partir de 1721. Frédéric les utilisa grandement lors de la guerre de Succession d'Autriche et les guerres de Silésie. Les hussards ont fait leurs preuves sous le commandement des généraux tels que Hans Joachim von Zieten et Wilhelm Sebastian von Belling. Après la défaite d'Iéna et d'Auerstaedt en 1806, ils ont été intégrés dans les forces de la cavalerie ordinaire

#### Pologne

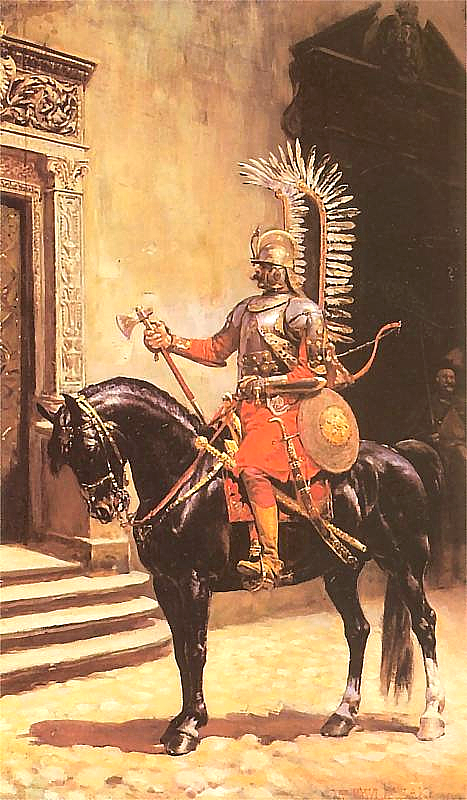
Un garde du hetman polonais.

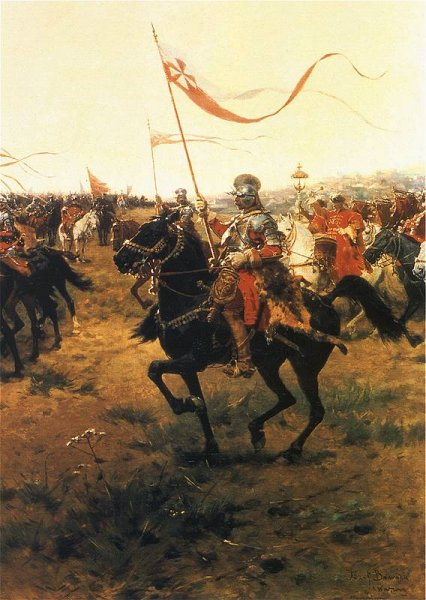
Les hussards de Pologne-Lituanie dans la république des Deux Nations furent structurés en cavalerie lourde.

Dans l'armée polonaise, contrairement aux autres armées, les hussards (en polonais : Husaria) évoluèrent pour devenir une cavalerie lourde. Les hussards polonais sont aussi connus pour porter dans le dos une ou deux ailes accrochés à l'armure ou à la selle, dont l'utilité reste incertaine (emploi lors de parades, effet psychologique ou technique de protection). Leur rôle le plus probable étant par leur bruissement lors de la charge, d'effrayer les chevaux adverses ou de donner l'impression d'un plus grand nombre d'assaillants, technique de guerre psychologique réemployée bien plus tard sur les bombardiers en piqué allemands Stuka de la Seconde Guerre mondiale à l'aide d'une sirène surnommée trompette de Jéricho.
Les hussards ailés, recrutés parmi la noblesse, ont été les « fers de lance » du royaume de Pologne-Lituanie entre le XVIe et le XVIIe siècle, et possédaient la réputation de meilleure cavalerie d'Europe. L'équipement de ces cavaliers aurait été inspiré de cavaleries de différents pays : cavaliers suédois (cuirasse, casque), cosaques (lance de 6 m), tatars (arc) et mamelouks turcs (masses, pistolets d'arçon, sabre courbe).
Les hussards de Pologne-Lituanie remportent la bataille de Klouchino dirigés par Zolkiewski contre le prince Dimitri Shuisky du grand-duché de Moscou, puis, dirigés par Jean III Sobieski, la bataille de Vienne contre les Ottomans le 12 septembre 1683.

#### Argentine
L'Argentine possède un corps de hussards connus comme les Hussards de Pueyredón (en). Il est aujourd'hui désigné par l'armée sous le nom de Regimiento de Caballería de Tanques 10 (es) et ses soldats défilent en uniformes d'apparat de hussards bleus. Sa fondation remonte aux invasions anglaises et il fut fondé par l'homme politique d'origine béarnaise Juan Martín de Pueyrredón pour défendre et reconquérir la ville de Buenos Aires. Par la suite, ce corps participa à la Guerre d'indépendance et, lors de la Déclaration d'indépendance, Pueyredón fut choisi comme premier chef d'état de la future Argentine, alors désignée comme Provinces Unies du Río de la Plata.

#### Chili
Les « Hussards de la mort » (Húsares de la Muerte (es)) étaient un groupe paramilitaire fondé par le guérillero chilien Manuel Rodríguez Erdoíza après la deuxième bataille de Cancha Rayada (en), le 23 mars 1818, dans le cadre de la guerre d'indépendance du Chili. Leur uniforme était presque identique à celui des hussards de Galice, mais entièrement noir, avec une tête de mort sur le col. Le nom des Hussards de la mort signifie que ceux-ci préfèrent mourir que de donner la victoire à l'ennemi. À cette époque, les hussards de la mort ont pris une grande importance et deviennent un symbole de la volonté d'indépendance du Chili.

## Uniformes et équipement

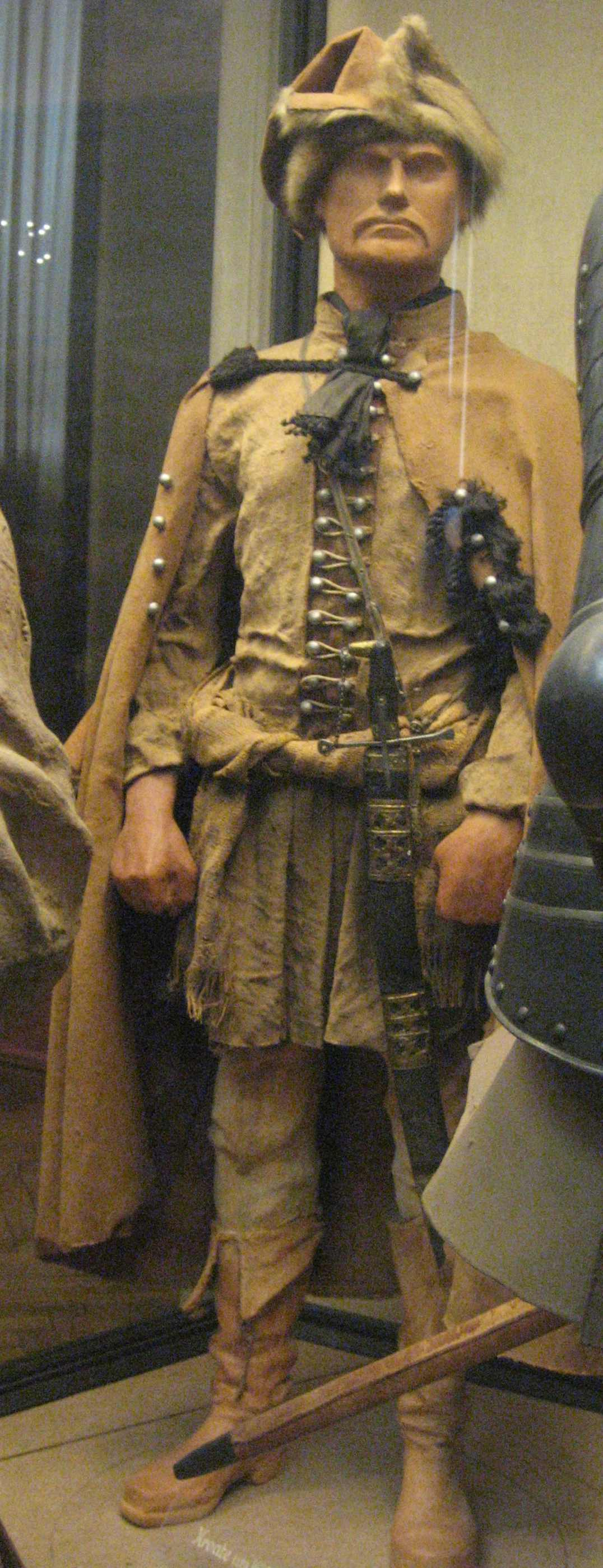
Type de cavalier croate en 1630. La tenue de ces cavaliers irréguliers, qui servirent dans les armées suédoises et françaises pendant la Guerre de Trente Ans notamment, inspirera l'uniforme des hussards des (Musée d'histoire militaire de Vienne).

Au départ, l'équipement du hussard se composait d'un sabre de cavalerie, de la lance et d'une armure légère, leur principale tactique consistant en une charge compacte à la lance contre des troupes d'infanterie.
À partir du XVIIIe siècle, les hussards adoptèrent des tenues inspirés des populations des Balkans tels que le colback, un bonnet de fourrure d'inspiration turque ou serbe ansi que le dolman, veste au boutonnage caractéristique proche de celle du cavalier croate ci-dessus. Les hussards sont également reconnaissables par le port de la sabretache, une sacoche portée très bas contre la jambe et servant à transporter des documents, la cavalerie légère ayant souvent un rôle de messager.

## Postérité

### L’expression «à la hussarde»
L’expression « à la hussarde » signifie aujourd’hui : « avec brutalité et précipitation ; sans raffinements ni délicatesses ». Il s’agit probablement d’une référence aux charges, ou attaques des hussards. Dans le domaine militaire, cette expression se retrouve dans une lettre de Frédéric II de Prusse datée de 1756, décrivant sa tactique prudente pendant la bataille de Lobositz contre l’Autriche « …il faut bien se garder de les attaquer à la housarde. » Cette phrase a été utilisée dans un contexte civil au moins depuis 1815, année pendant laquelle Paul-Louis Courier, dans une lettre adressée à sa femme, écrivait : « Le curé ayant appris que j'avais une femme jeune et jolie fit là-dessus des commentaires à la housarde qui réjouirent fort la compagnie… ». Ce n’est qu'en 1866 qu’un dictionnaire de langue française, Le Littré, mentionne cette locution, possédant le sens énoncé ci-dessus : « à la hussarde , à la housarde, à la façon des hussards, sans retenue ».

### Hussards noirs
L'expression « hussard noir », inventée par Charles Péguy, est un surnom donné aux instituteurs publics sous la IIIe République après le vote des lois scolaires dites « lois Jules Ferry » et le vote de la loi de séparation des Églises et de l'État, le 9 décembre 1905. Elle équivaut au terme de « hussard de la République ».

### Memorabilia
- En France, le musée Massey à  Tarbes dans le jardin Massey :

« La collection « historique des hussards », qui a acquis une réputation internationale, rassemble plus de 15 000 objets évoquant 400 ans d’histoire, du XVIe au XXe siècle, dans trente pays différents. Elle a été constituée à partir de 1955 par Marcel Boulin, alors conservateur du musée, pour lier l'élevage du cheval anglo-arabe à la présence des régiments de hussards en garnison à Tarbes. La présentation au public, dans le musée rénové, suivra un déroulement chronologique de l'épopée des hussards de 1545 à 1945. Le parcours muséographique, faisant appel aux nouvelles technologies multimédia, permettra de découvrir deux cents mannequins et bustes, six cents armes et une centaine de peintures d'artistes tels que Horace Vernet, Ernest Meissonnier ou Édouard Detaille. »

### Évocations littéraires
- Le Hussard sur le toit de Jean Giono
- Les Exploits du Brigadier Gérard d'Arthur Conan Doyle
- Le Lit 29, de Guy de Maupassant.